# Henricus Bodo
Henricus Bodo, auch Heinrich Bodo und latinisiert Henricus Angelonius (geboren zwischen 1463 und 1505 in Alfeld; gestorben um 1553 in der Nähe von Nörten-Hardenberg), war ein deutscher Geistlicher und Chronist sowie Abt im Benediktinerkloster Marienstein.

## Leben
Er wurde 1505 Mönch im Benediktinerkloster Clus bei Gandersheim. 1523–1532 verfasste er handschriftlich eine Chronik dieses Klosters, die als Chronica cenobii Clusini in der Herzog August Bibliothek erhalten ist. Daraus veröffentlichte Gottfried Wilhelm Leibniz 1710 in Scriptores rerum Brunsvicensium Auszüge. Die Chronik dient heute als Quellenmaterial zur Frühgeschichte der Bursfelder Kongregation, die Klosterreformen in Ebstorf, Isenhagen, Lüne und Walsrode einführte. Zudem verfasste er einen Text zum Stift Gandersheim.
Er gilt als wichtiger Zeitzeuge für die durch den Abt Johann Dederoth von Clus ausgehende Bursfelder Klosterreformbewegung und ihre Folgen. Er nahm unter anderem an den Generalkapitellen der Bursfelder Kongregation teil. Die von ihm verfasste Chronik des Klosters Clus befasst sich insbesondere mit der Zeit ab dem Jahr 1500. Auch die Chronik zum Stift Gandersheim stellte er im Jahr 1532 fertig. Darin ist die Geschichte des Stiftes nach der Reihenfolge der Äbtissinnen dargestellt. Dabei bezog er sich auch auf die von der Dichterin Hrotsvit vor 973 verfassten Primordia coenobii Gandeshemensis, eine alte Chronikdichtung, die Bodo um das Jahr 1525 in den Archiven des Stiftes gefunden hatte. Diese Handschrift ging später verloren. In Clus verfasste er auch seine Bearbeitung der Regula Benedicti, die in einer Handschrift der Dombibliothek Hildesheim erhalten ist.
Von 1541 bis 1553 war er Abt von Marienstein (Nörten-Hardenberg). 

## Schriften
- Chronica Coenobii Clusini.
- De institutione Bursfeldensis reformationis deque illius institutore et loco quo ceperit.
- Chronica ecclesie Gandesiane seu Syntagma de construction. In: Scriptores Rervm Brvnsvicensivm Illvstrationi Inservientes. Band 2 (uni-duesseldorf.de)
- Ecphrasis in regulam Benedicti.
- Syntagma De Ecclesia Gandesiana. In: Gottfried Wilhelm Leibniz (Hrsg.): Scriptores Rervm Brvnsvicensivm Illvstrationi Inservientes. urn:nbn:de:hbz:061:1-83731 S. 701–727 (uni-duesseldorf.de).